# Question de Palmas

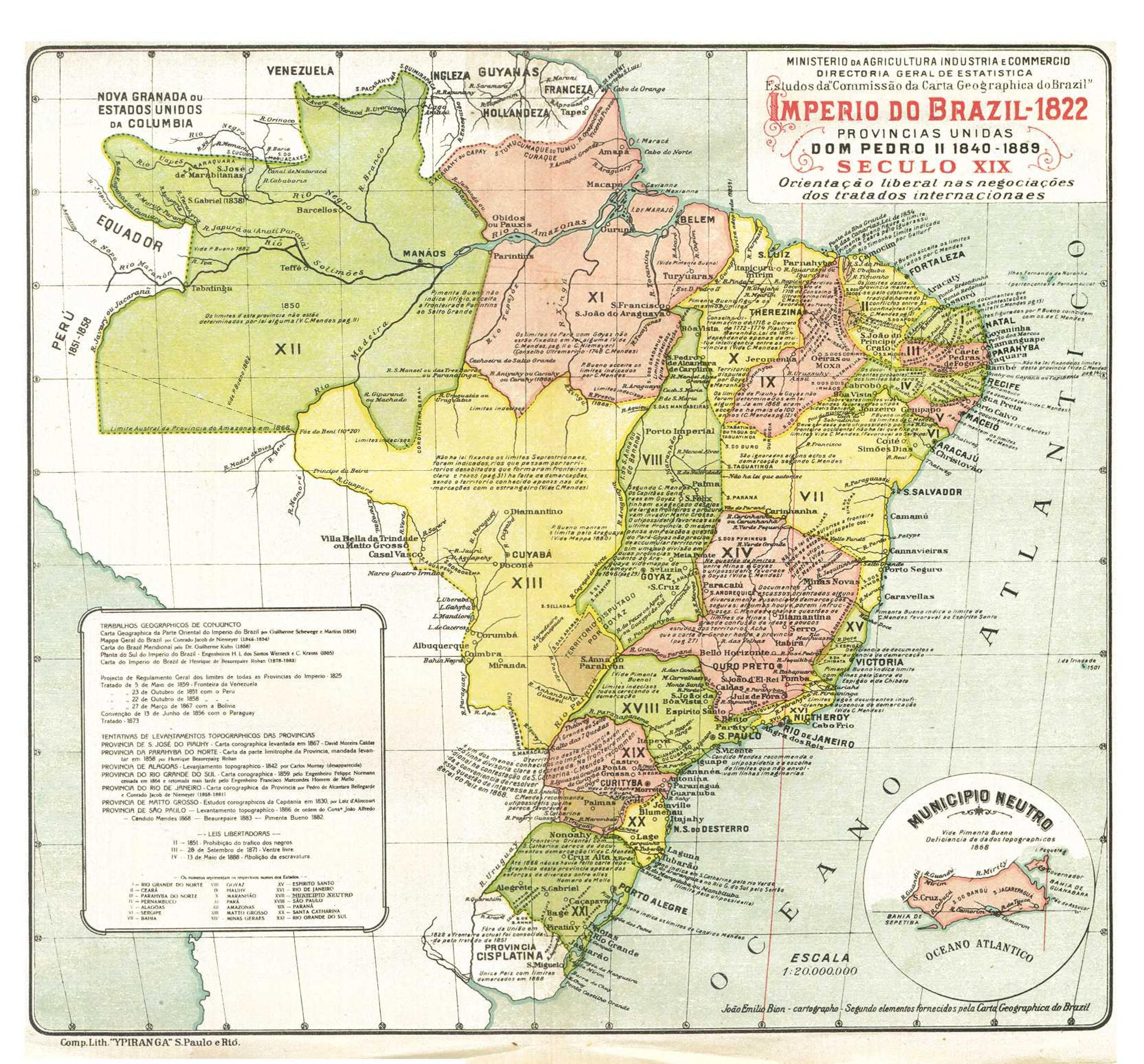
Carte de l'empire de Brésil, avec la zone de Palmas au sud en marron

La question de la zone de Palmas (ou question de la zone des Missions) se déroula entre 1890 et 1895, entre les gouvernements de l'Argentine et du Brésil, qui se disputaient ce territoire, aujourd'hui brésilien.
L'Argentine revendiquait à l'époque la région ouest des actuels États brésiliens du Paraná et de Santa Catarina, cherchant à établir la frontière au niveau des rivières Chapecó et Chopim, sur la base du traité de Madrid (1750). Peu avant la proclamation de la République au Brésil (1889), les chancelleries des deux pays avaient conclu un accord visant à résoudre le contentieux par le recours à un arbitrage extérieur.
Lors de la proclamation de la République brésilienne, Quintino Bocaiúva, ministre des Relations Extérieures du Gouvernement Provisoire, signa le traité de Montevideo (25 janvier 1890), qui partageait la région entre le Brésil et l'Argentine.
Considérant que le diplomate avait dépassé ses attributions, en faisant des concessions territoriales excessives, le Congrès brésilien ne ratifia pas les termes du traité (1891) et la question fut soumise à l'arbitrage du président des États-Unis, Grover Cleveland (1893–1897). Ce dernier rendit une décision entièrement favorable au Brésil, le 5 février 1895, fixant la frontière entre les deux pays sur les rivières Peperi-Guaçu et Santo Antônio. La ville de Clevelândia, dans l'État du Paraná, située dans la zone du litige, reçut son nom en hommage au président américain.
La résolution de la question de Palmas en faveur du Brésil est largement due à l'action, comme avocat du Brésil à partir de 1893, de José Maria da Silva Paranhos Júnior. Ce dernier, baron de Rio Branco, fut choisi par le président Floriano Peixoto (1891–1894) pour remplacer le baron Aguiar de Andrade, mort en cours de procédure. Rio Branco présenta au président Cleveland un exposé accompagné d'une documentation regroupée en 6 volumes, « La question des limites entre le Brésil et la République Argentine » (A questão de limites entre o Brasil e a República Argentina, en portugais), en 1894, qui emporta la décision.